# Atrocités à Višegrad
Atrocités à Višegrad fait référence aux incendies criminels commis par les forces serbes de Bosnie en 1992, au cours desquels 119 femmes, enfants et personnes âgées ont été brûlés vifs dans la rue Pionirska et dans le quartier de Bikavac à Višegrad.
Lors du nettoyage ethnique de la vallée de la Drina pendant la  guerre de Bosnie, les forces serbes de Bosnie, notamment les formations paramilitaires sous le commandement de Milan Lukić, ont commis de nombreuses atrocités contre la population civile. Outre les exécutions massives, certains civils ont également été brûlés vifs dans des maisons.

## Brûlés vifs dans la rue Pionirska
Le 14 juin 1992, pendant la fête serbe de la Saint-Vitus (Vidovdan), un groupe de 70 civils musulmans, comprenant des femmes, des enfants et des personnes âgées, a été emprisonné dans une maison de la rue Pionirska à Višegrad. Certaines femmes ont été violées avant d'être placées dans cette maison, où une grenade a été lancée à l'intérieur. La maison a ensuite été incendiée, et les 59 personnes ont été brûlés vifs̺,. Selon le parquet, les soldats ont ouvert le feu sur les victimes tentant de s'échapper par la fenêtre. Quelques-unes ont miraculeusement survécu et ont témoigné devant le Tribunal pénal international pour l'ex-Yougoslavie (TPIY) lors du procès de Milan Lukić. 

## Les incendiés de Bikavac
Le 27 juin 1992, les forces paramilitaires serbes sous le commandement de Milan Lukić ont enfermé environ 70 civils musulmans dans une pièce d'une maison du quartier de Bikavac à Višegrad. Après le vol des captifs, la maison a été incendiée et les occupants ont été laissés brûler vifs. La Chambre de première instance du TPIY a estimé qu'au moins 60 civils ont succombé.
La plupart des victimes étaient des jeunes femmes avec des enfants, ainsi que quelques hommes et femmes âgés. Les soldats serbes ont brisé les fenêtres, lancé des grenades à l'intérieur de la maison, tiré des coups de feu sur les personnes à l'intérieur, puis ont incendié la maison,.

## Procès devant le Tribunal pénal international pour l'ex-Yougoslavie
Le 26 octobre 1998, le TPIY a inculpé Milan Lukić, Sredoje Lukić et Milan Šušnjar de meurtre et de traitement cruel, d’extermination d'un nombre important de civils musulmans bosniaques, y compris des femmes, des enfants et des personnes âgées, d'actes inhumains, d'incendies de maisons dans la rue Pionirska, d'incendie de la maison à Bikavac et de sévices au camp de détention d'Uzamnica,,.
Pendant des années, ni les Serbes de Bosnie ni les autorités de Serbie n'ont montré de propension à remettre Lukić au TPIY. Il a été vu autour de Višegrad et en Serbie, et possédait un appartement à Belgrade. Après sept ans de fuite, il a été arrêté à l'extérieur de son appartement à Buenos Aires.
Pour ces crimes, le 20 juillet 2009, Milan Lukić a été condamné à la réclusion à perpétuité et Sredoje Lukić à 30 ans d'emprisonnement par le Tribunal pénal international pour l'ex-Yougoslavie,.

« Dans son jugement, la Chambre a déclaré que l'incendie de la rue Pionirska et celui de Bikavac constituaient des exemples des actes les plus inhumains qu'un individu puisse commettre à l’encontre d’un autre. Dans la trop longue et funeste histoire des crimes inhumains commis par les hommes contre leurs semblables, ceux de la rue Pionirska et de Bikavac compteront parmi les plus odieux. À la fin du XXe siècle, ce siècle marqué par la guerre et les massacres à grande échelle, ces crimes atroces se distinguent par le caractère haineux et prémédité des incendies, et par le mépris total et la brutalité à l’égard des victimes, rassemblées, piégées et enfermées dans les deux maisons, impuissantes face à l’enfer qui se préparait. Ces crimes se caractérisent également par la souffrance extrême infligée aux victimes, qui ont été brûlées vives. Effacer toutes les traces de chacune des victimes représente, selon la Chambre, un acte d’une cruauté unique et ajoute à la gravité des crimes. »

## Voir également
- Massacre de Višegrad
- Massacre de Bijeljina
- Massacre de Glogova (Bratunac)
- Massacre de Srebrenica
- Nettoyage ethnique de Foča
- Nettoyage ethnique de Prijedor